# 李時偕
李時偕（？—？），江西永新人，明朝政治人物。举人出身。
万历二十九年（1601年），擔任明朝廣州府新安縣知縣。后由林一圭接任。